# Staafkerk

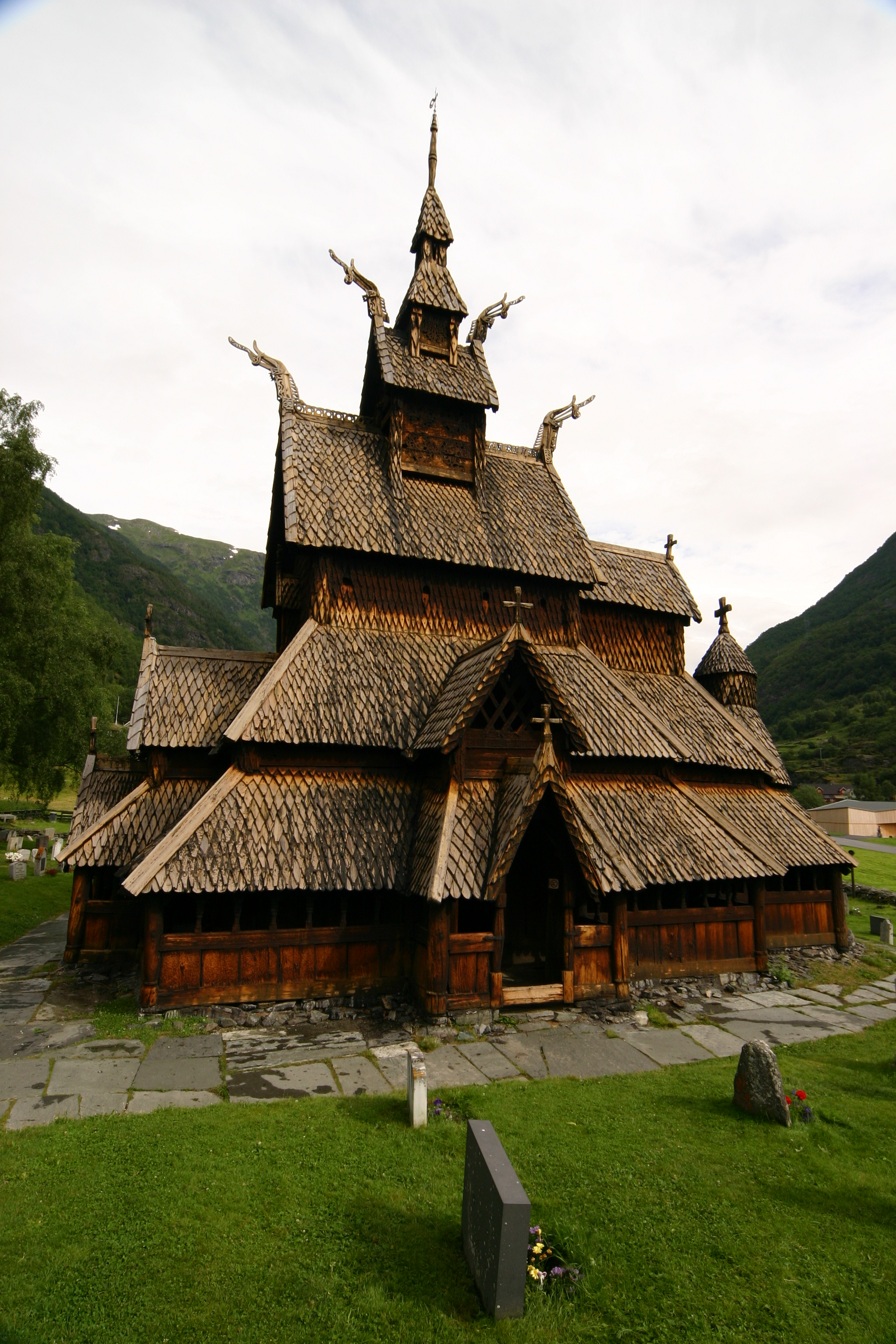
De staafkerk van Borgund

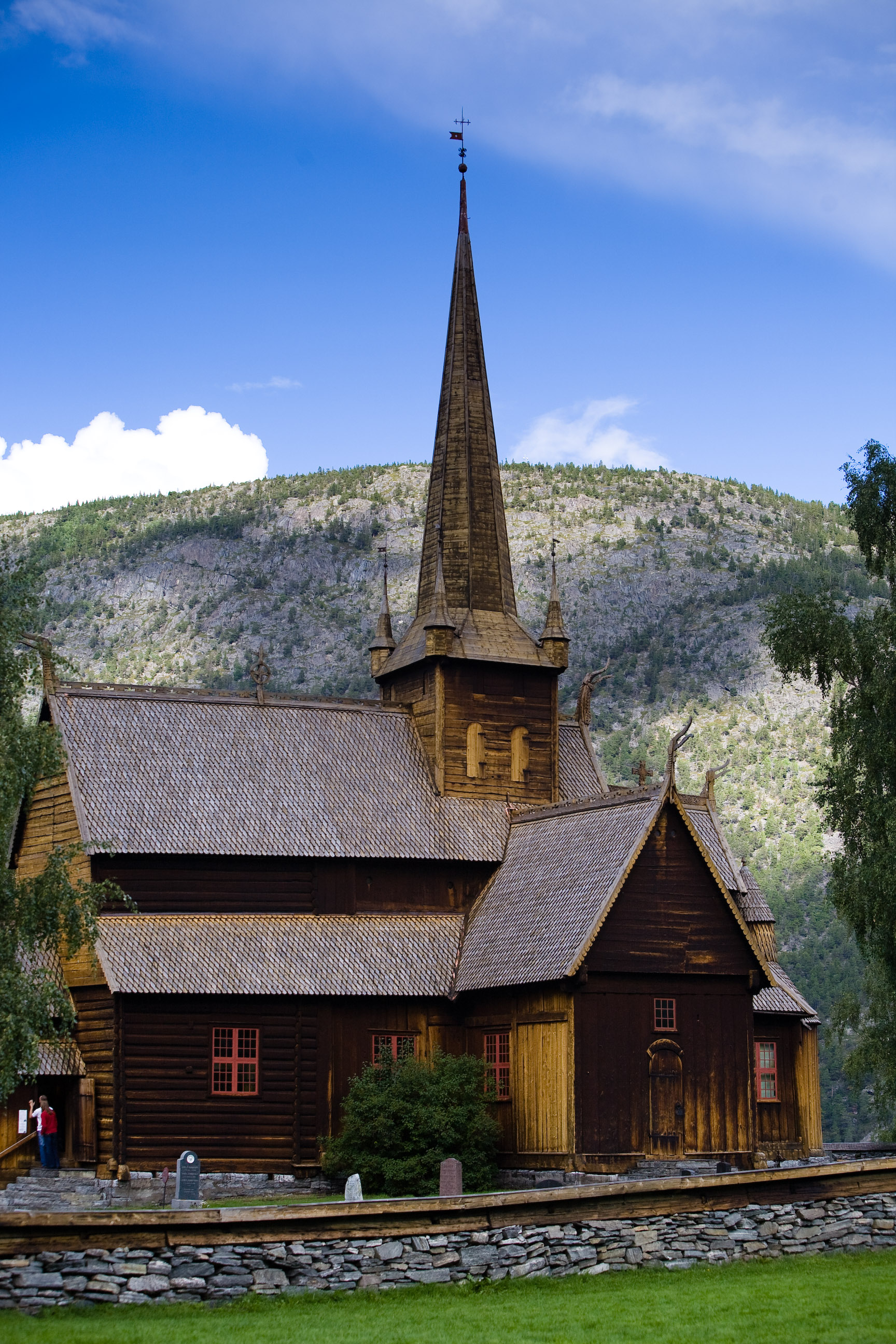
De staafkerk van Lom

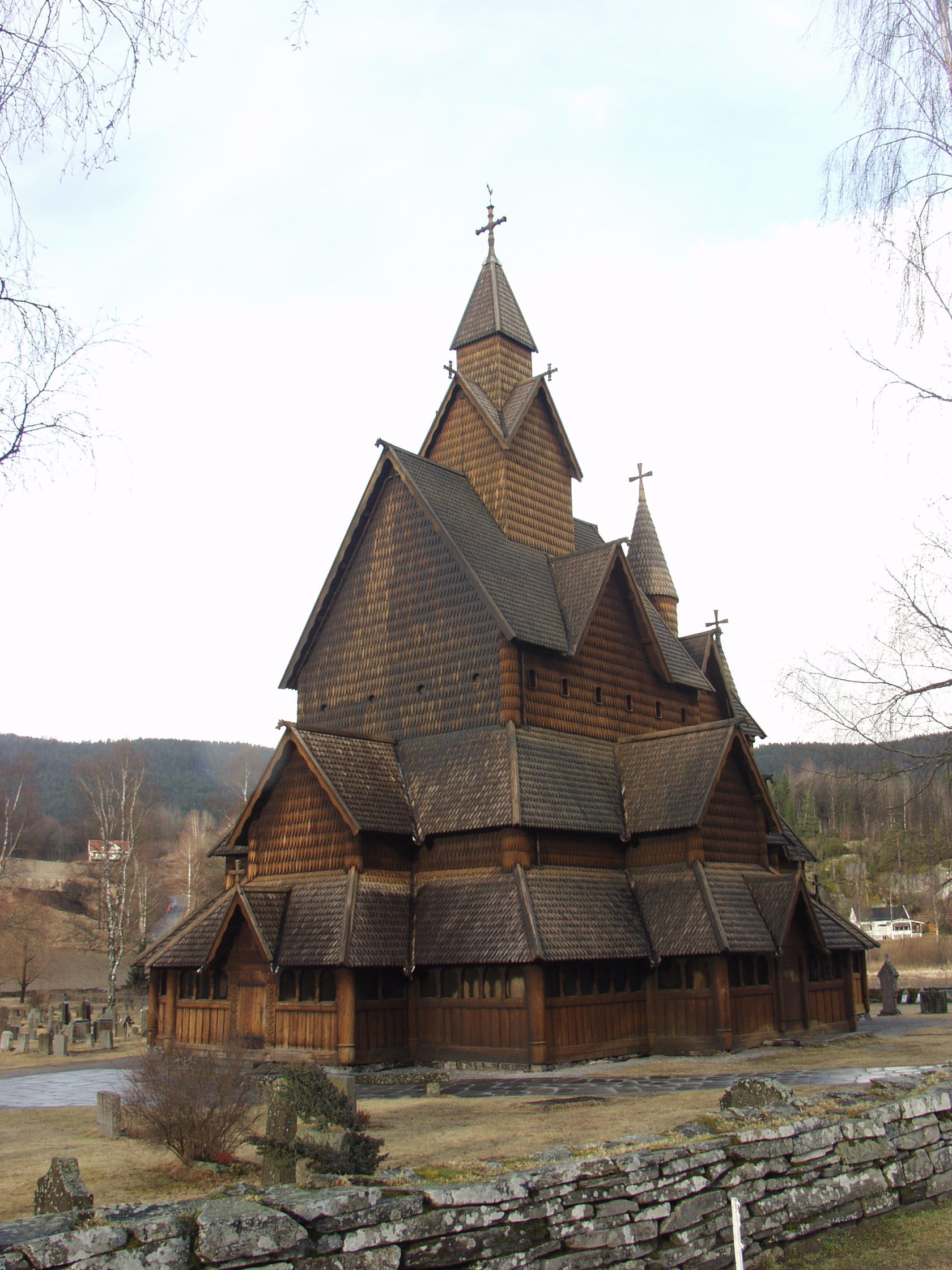
De staafkerk van Heddal

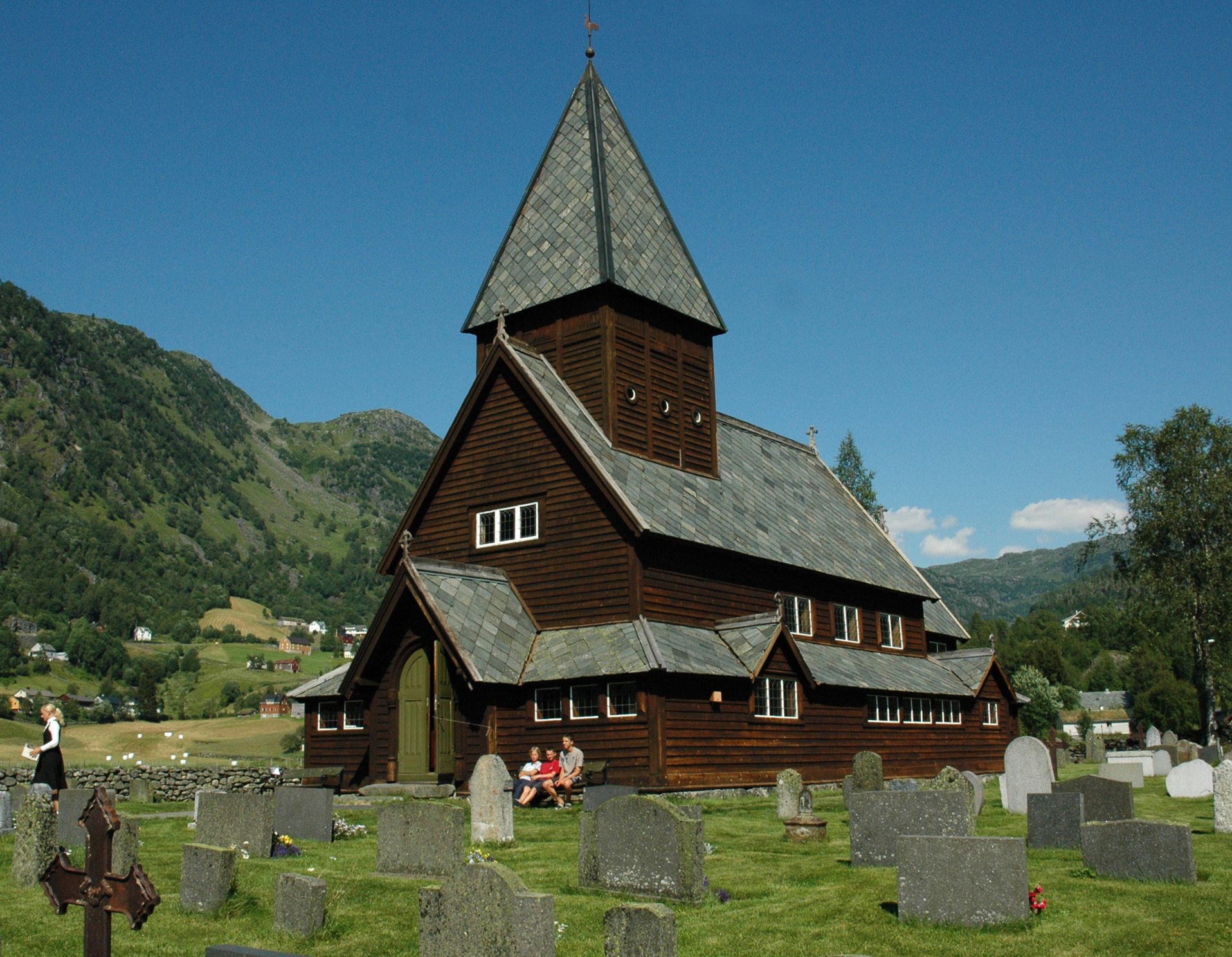
De staafkerk van Røldal

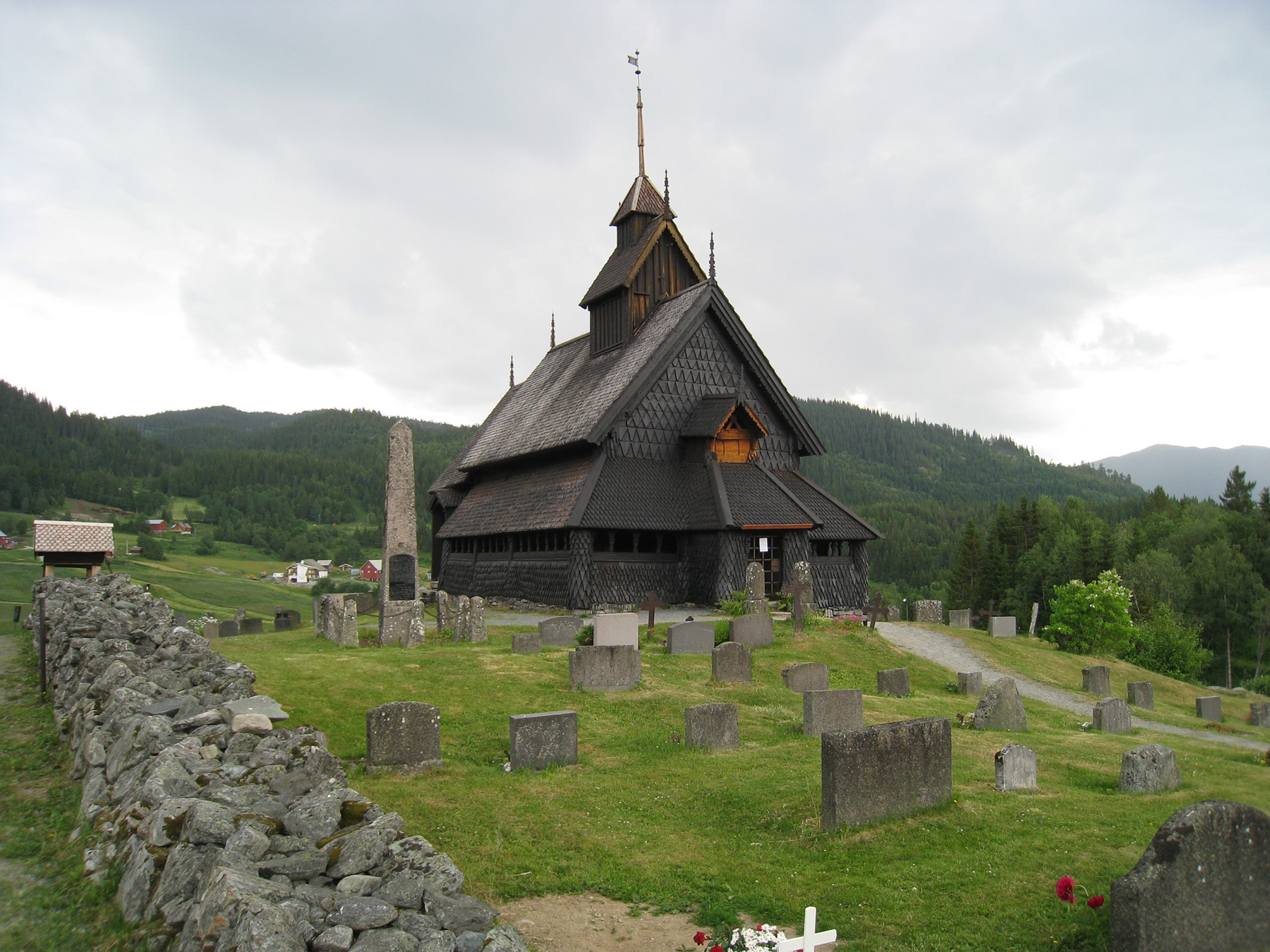
De staafkerk van Eidsborg

Een staafkerk (Noors: stavkirke) is een geheel uit hout opgetrokken kerkgebouw, met een typische bouwstijl die voornamelijk in Scandinavië wordt aangetroffen. Staafkerken zijn ontstaan in de periode waarin het christendom in Scandinavië werd verspreid.

## Constructie
Een staafkerk werd gebouwd op een stenen fundering waarop een geraamte van houten balken werd geplaatst. Op dit fundament rustten de palen. Bij de allereerste staafkerken werden de staven of palen in een gat in de grond geplaatst. Hoewel dat voor voldoende stabiliteit zorgde, hielden deze bouwwerken niet lang stand doordat de palen door verrotting werden aangetast. Deze palen werden aan de bovenkant aan elkaar bevestigd met een nieuw geraamte van horizontale balken. Deze balken droegen de dakconstructie.
Om deze constructie voldoende stevigheid te geven werden drie methodes toegepast: ten eerste werden er tussen alle staven in andreaskruisen geplaatst, ten tweede werden er houten bogen tussen de palen geplaatst en ten slotte werd er een lage rondgang om de kerk gemaakt die essentieel is voor de constructie.
Als verbindingsmethodes werden gebruikt: zwaluwstaartverbindingen, houten pennen en klemverbindingen. Een staafkerk werd nooit met spijkers, nagels of lijm gebouwd zodat de constructie flexibel bleef en het hout kon werken (uitzetten en krimpen).

## Vormen
De eenvoudigste staafkerken zijn kleine, rechthoekige gebouwen en bestaan uit een schip en een klein koor. Het dak rust op de muren.
Grotere staafkerken kunnen een lange mast in het midden hebben, die de torenspits draagt en die de muren gedeeltelijk ontlast.
De meest complexe staafkerken hebben een hoge ruimte in het midden, die wordt gedragen door vrijstaande masten; deze centrale ruimte is omgeven door lagere zijbeuken die de constructie verstevigen.
Staafkerken zijn rijkelijk voorzien van houtsnijwerk, waarvan de motieven en esthetiek teruggaan op de tradities van de Vikingtijd.
Een staafkerk heeft nooit klokken. Hiervoor zijn er losstaande klokkentorens gebouwd.

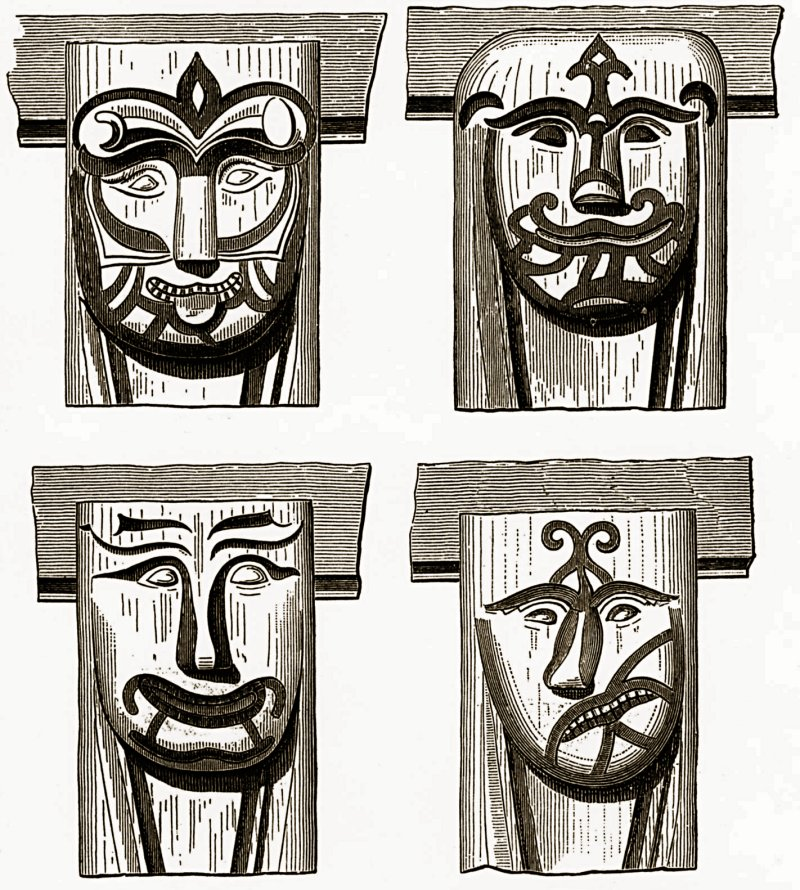
Houtsnijwerk in de staafkerk van Gol
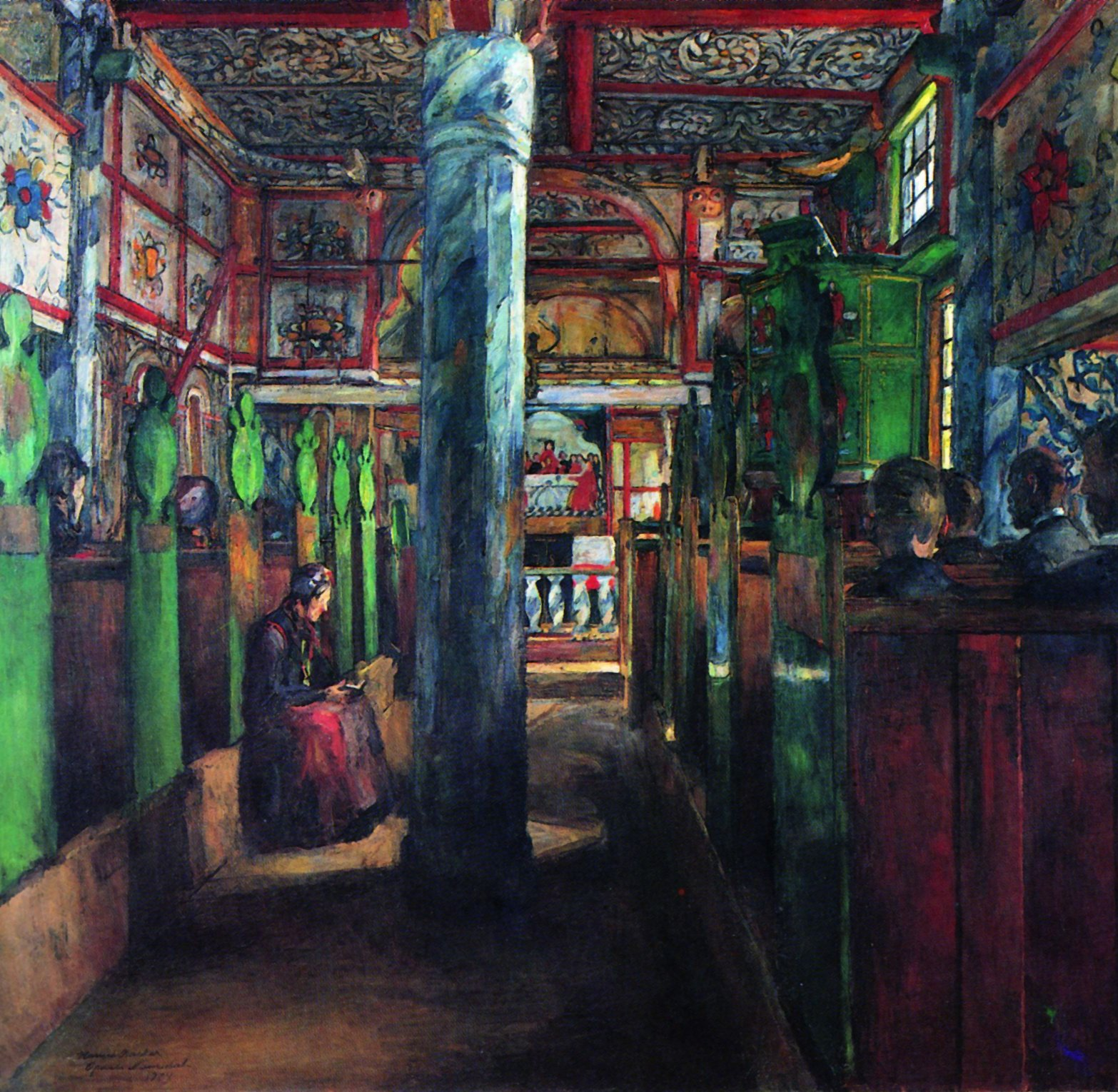
Interieur van de staafkerk van Uvdal, 1909
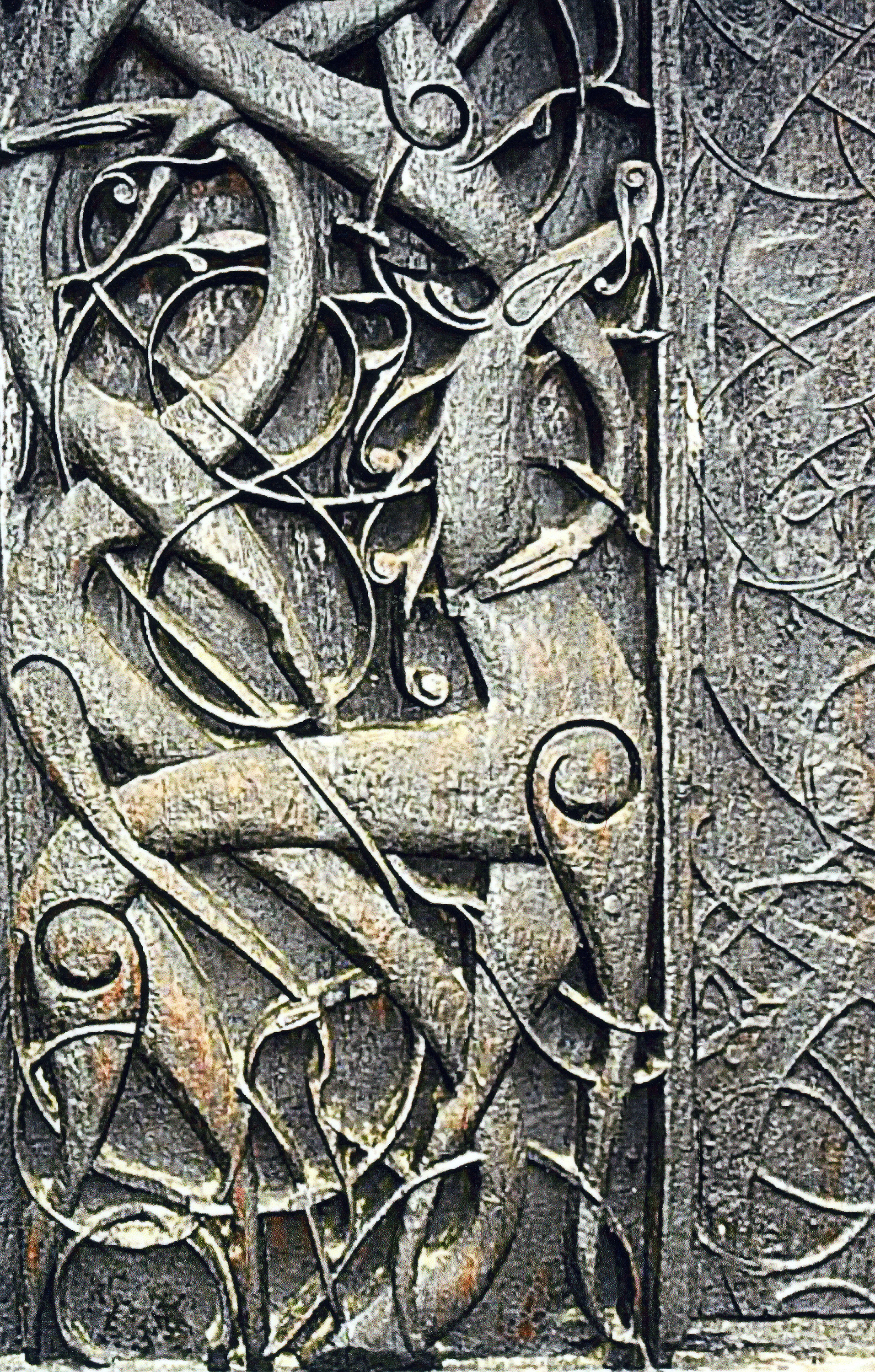
Nidhoggr knaagt aan Yggdrasil, staafkerk van Urnes
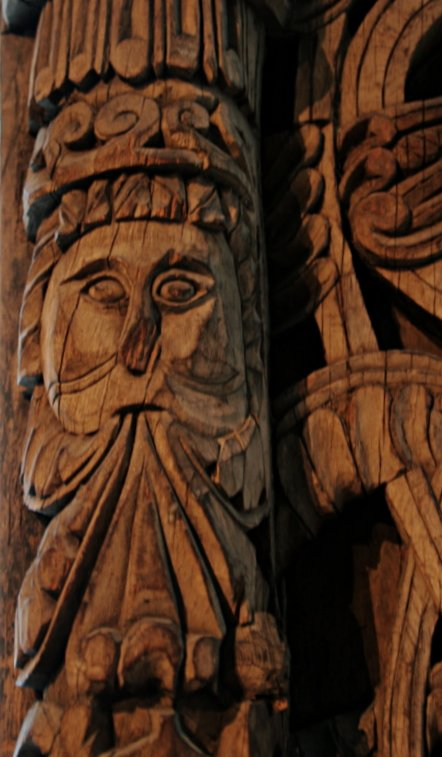
Detail van het houtsnijwerk in de staafkerk van Tønjum
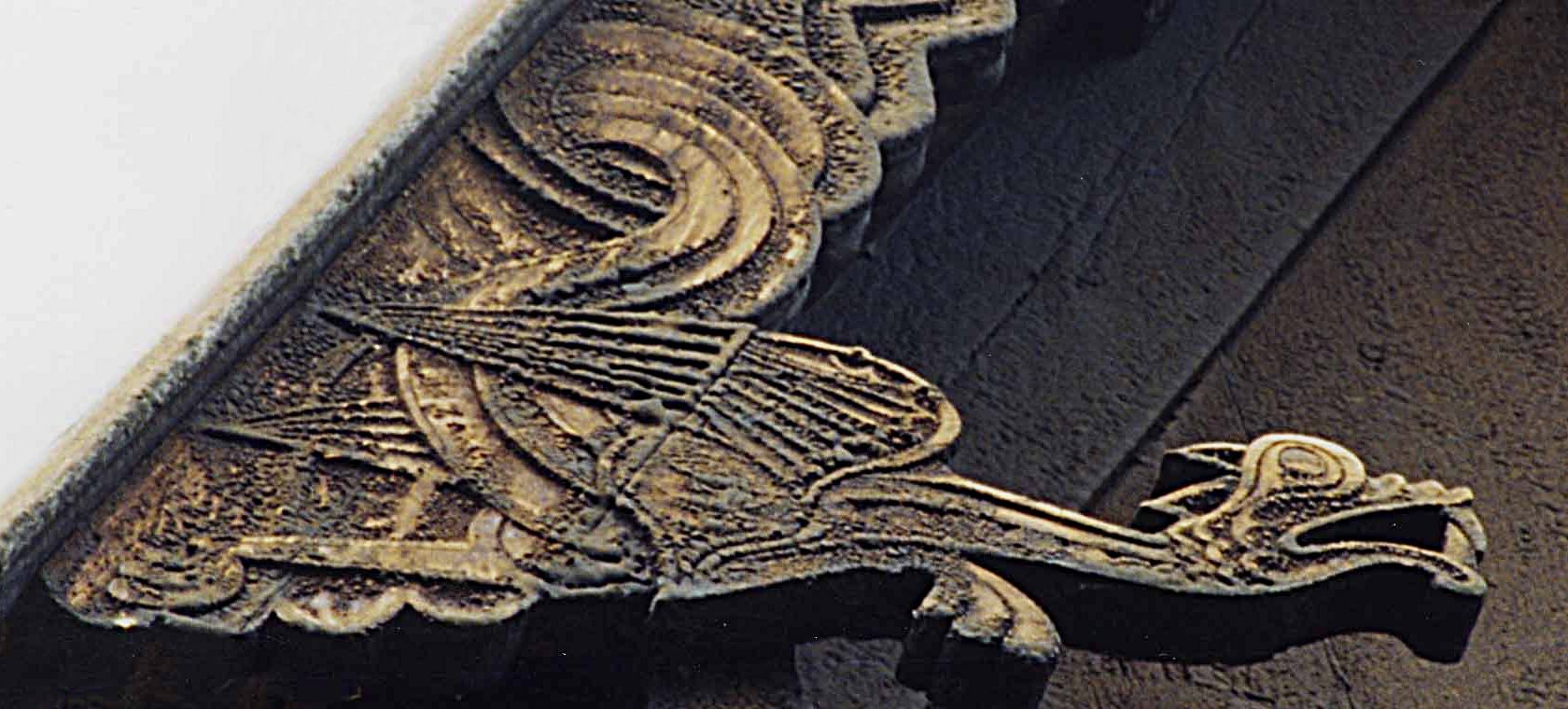
Draak op de staafkerk van Hopperstad
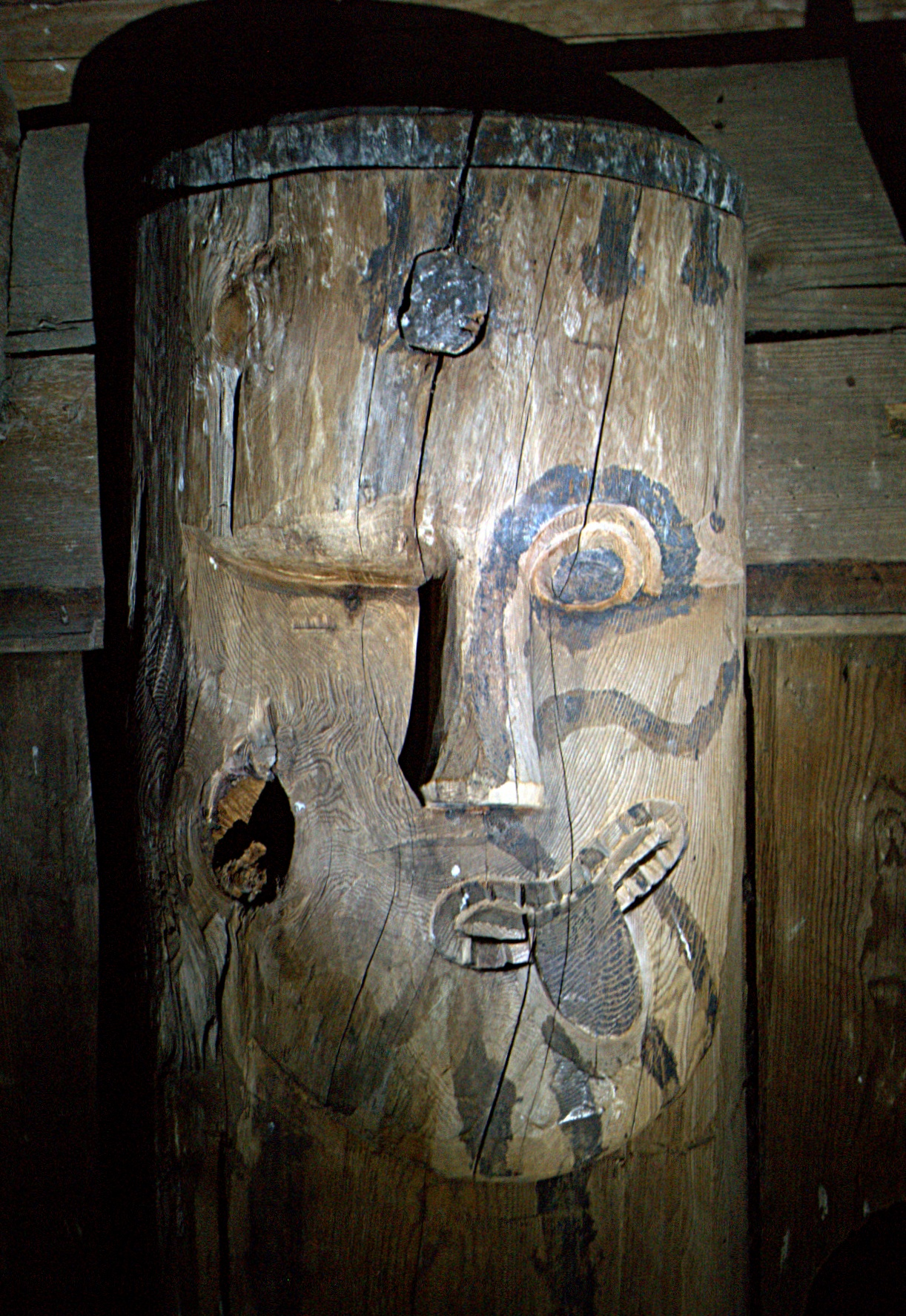
Masker in de staafkerk van Hegge

## Nog bestaande staafkerken

### Duitsland
- Gustav Adolf-staafkerk

### Noorwegen
- Staafkerk van Borgund
- Staafkerk van Eidsborg
- Staafkerk van Fantoft
- Staafkerk van Flesberg
- Staafkerk van Gol
- Staafkerk van Grip
- Staafkerk van Heddal
- Staafkerk van Hedalen
- Staafkerk van Hegge
- Staafkerk van Holtålen
- Staafkerk van Hopperstad
- Staafkerk van Høre
- Staafkerk van Høyjord
- Staafkerk van Kaupanger
- Staafkerk van Kvernes
- Staafkerk van Lom
- Staafkerk van Lomen
- Staafkerk van Nore
- Staafkerk van Øye
- Staafkerk van Reinli
- Staafkerk van Ringebu
- Staafkerk van Rødven
- Staafkerk van Røldal
- Staafkerk van Rollag
- Staafkerk van Torpo
- Staafkerk van Undredal
- Staafkerk van Urnes
- Staafkerk van Uvdal
- Staafkerk van Vågå

### Polen
- Wangkerk, in 1842 van Noorwegen naar Karpacz verplaatst

### Zweden
- Staafkerk van Hedared